# Brodina (gmina)
Brodina – gmina w Rumunii, w okręgu Suczawa. Obejmuje miejscowości Brodina, Brodina de Jos, Cununschi, Dubiușca, Ehrește, Falcău, Norocu, Paltin, Sadău i Zalomestra. W 2011 roku liczyła 3320 mieszkańców.